# John Emrys Lloyd
John Emrys Lloyd (Edmonton, 8 de septiembre de 1905-Henley-on-Thames, 28 de junio de 1987) fue un deportista británico que compitió en esgrima, especialista en las modalidades de florete y sable. Ganó tres medallas de bronce en el Campeonato Mundial de Esgrima en los años 1931 y 1933.

## Palmarés internacional
| Campeonato Mundial | Campeonato Mundial | Campeonato Mundial | Campeonato Mundial |
| Año                | Lugar              | Medalla            | Prueba             |
| ------------------ | ------------------ | ------------------ | ------------------ |
| 1931               | Viena (Austria)    | Medalla de bronce  | Florete individual |
| 1933               | Budapest (Hungría) | Medalla de bronce  | Florete individual |
| 1933               | Budapest (Hungría) | Medalla de bronce  | Sable por equipos  |